# Gandri (Pangkur)
Gandri is een bestuurslaag in het regentschap Ngawi van de provincie Oost-Java, Indonesië. Gandri telt 2516 inwoners (volkstelling 2010).